# Pedro Coudrin
Pedro Coudrin ou Pierre Coudrin da França foi o fundador da Congregação dos Sagrados Corações de Jesus e Maria, um instituto religioso da Igreja Católica Romana famoso por seu trabalho missionário no Havaí, África, Europa, América Central e Ilhas do Pacífico.

## Vida
Coudrin nasceu em 1º de março de 1768, em Coussay-les-Bois, perto de Poitiers. Seus pais eram agricultores. Coudrin tinha um tio, que era pároco em uma aldeia vizinha. Pierre passou as férias com ele durante os anos de sua educação primária, e seu tio o preparou para a primeira comunhão. Ele completou seus estudos secundários em 1785 em Châtellerault e, aos 17 anos, ingressou na Universidade de Poitiers.
Ele era apenas diácono quando a perseguição, dirigida contra o clero, dispersou os alunos do seminário de Poitiers, onde estava sendo treinado. Tendo sabido que Monsenhor de Bonal, bispo de Clermont, estava em Paris e lhe conferiria as Ordens Sagradas, ele partiu para aquela cidade e, em 4 de março de 1792, foi ordenado sacerdote no Seminário Irlandês, justamente quando a França estava se envolvendo no Revolução. A ordenação ocorreu na biblioteca, pois os revolucionários invadiram a capela onde efetivamente realizavam suas reuniões.

## Visão
Após a ordenação, ele voltou para Coursay, mas a violência da perseguição logo o obrigou a se esconder. Coudrin escondeu-se no sótão do celeiro do Château d'Usseau, onde permaneceu seis meses. Ele relatou que, durante este tempo, ele acordou uma noite cercado por uma aparição de padres, irmãos e freiras iluminados com alvas brancas. Ele considerou a visão um chamado divino para estabelecer um instituto religioso que se tornaria a Congregação dos Sagrados Corações de Jesus e Maria. Coudrin saiu rapidamente do celeiro e viajou para Poitiers para iniciar um ministério subterrâneo, esperando o momento certo para iniciar seu grupo. Durante o mês de outubro do mesmo ano, trabalhou também disfarçado na Diocese de Tours.
Durante seu ministério clandestino em 1794, Coudrin conheceu Henriette Aymer de Chevalerie, uma jovem aristocrata. Ela e sua mãe foram presas por um tempo, acusadas de esconder um padre. Ela contou a Coudrin sobre uma visão enviada pelo céu que ela teve enquanto estava na prisão, chamando-a para servir a Deus. Coudrin e Henriette Aymer de Chevalerie compartilharam entre si suas visões de criar um instituto religioso em meio ao perigo para os católicos romanos na França.

## Congregação dos Sagrados Corações de Jesus e Maria
Coudrin reuniu à sua volta alguns companheiros, aos quais comunicou as suas ideias para promover a devoção aos Sagrados Corações de Jesus e de Maria, e que também se dispuseram a ajudá-lo na sua grande obra. Em 20 de outubro de 1800, Henriette fez seus primeiros votos com quatro companheiros. Na noite de Natal de 1800, Pierre fez solenemente os votos religiosos, dedicando-se inteiramente ao "amor aos Sagrados Corações".
Durante o ano de 1805, Coudrin comprou algumas casas em ruínas na Rue Picpus, em Paris, e lá se estabeleceu com alguns de seus religiosos. Logo foi inaugurado um colégio para a formação de jovens e um seminário. “O Bom Padre”, como o chamavam os seus religiosos, governava a sua congregação com tacto e prudência e, apesar das muitas dificuldades, o seu trabalho prosperava. Vários novos mosteiros e faculdades foram fundados e abertos em várias cidades. O Papa Pio VII aprovou a Congregação em 1817 com a Bula Pastor Aeternus. O instituto era composto por dois ramos religiosos, um masculino e outro feminino.
Os membros originais da Congregação dos Sagrados Corações de Jesus e Maria fundaram novas escolas para crianças pobres, seminários para treinar o sacerdócio de seu instituto e missões paroquiais em toda a Europa. Na época da morte de Coudrin em 1837, a Congregação dos Sagrados Corações de Jesus e Maria tinha 276 pais e irmãos e 1125 irmãs.
Em 2016, havia mais de 1500 na congregação composta por padres, irmãos e irmãs e um número crescente de membros associados leigos em mais de 30 países.